# Barthélemy Menn
Barthélemy Menn (Genf, 1815. május 20. – Genf, 1893. október 11.) svájci festő.

## Családja
Apia, Louis John, cukrász volt, édesanyja Charlotte Madeleine Bodmer. 1865-ben feleségül vette Louise Fanchette Gauthiert, Antoine Gauthier lányát. 

## Életpályája

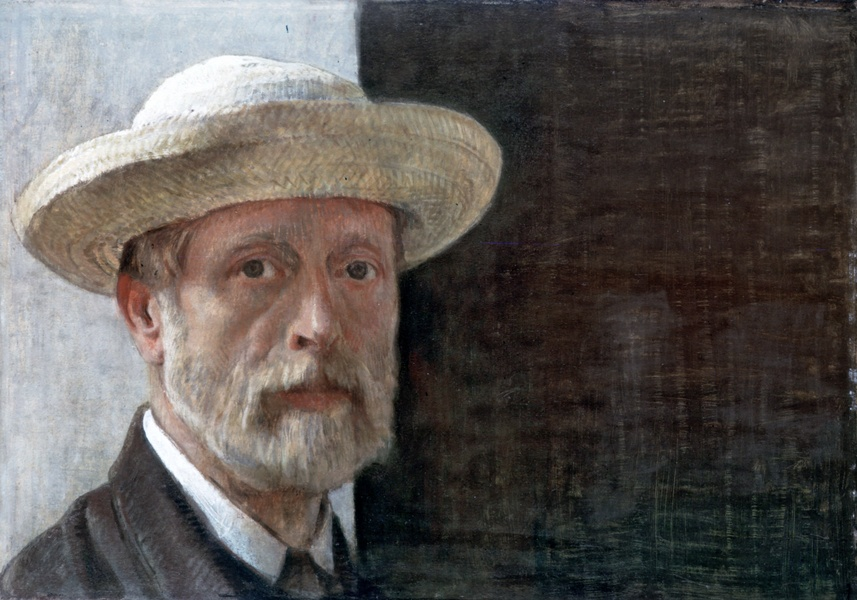
Önarcképe

Genfben tanult rajzolni (Jean Du Bois és Abraham Constantin tanítványaként). 1833-tól Ingres tanítványa volt. 1835-ben utazást tett Itáliában, ahol ismét találkozott Ingres-rel és megismerkedett Hyppolite és Paul Flandrinnel. 1838 és 1843 között Párizsban élt; közeli kapcsolatban állt a  barbizoni iskola művészeivel és Camille Corot-val. 1843-tól Genfben élt, a képzőművészeti iskola igazgatója volt. Tanítványai közé tartozott Ferdinand Hodler. Főként tájképei voltak hatással a fiatal kortársakra.  1856-1857-ben Corot-val a gruyères-i kastély dekorációján dolgozott. Művészeti szervezőként is jelentős volt: ő szervezte meg a genfi kiállításait olyan francia művészeknek, mint Corot, Delacroix és Gustave Courbet.